# Eugenia Tadolini

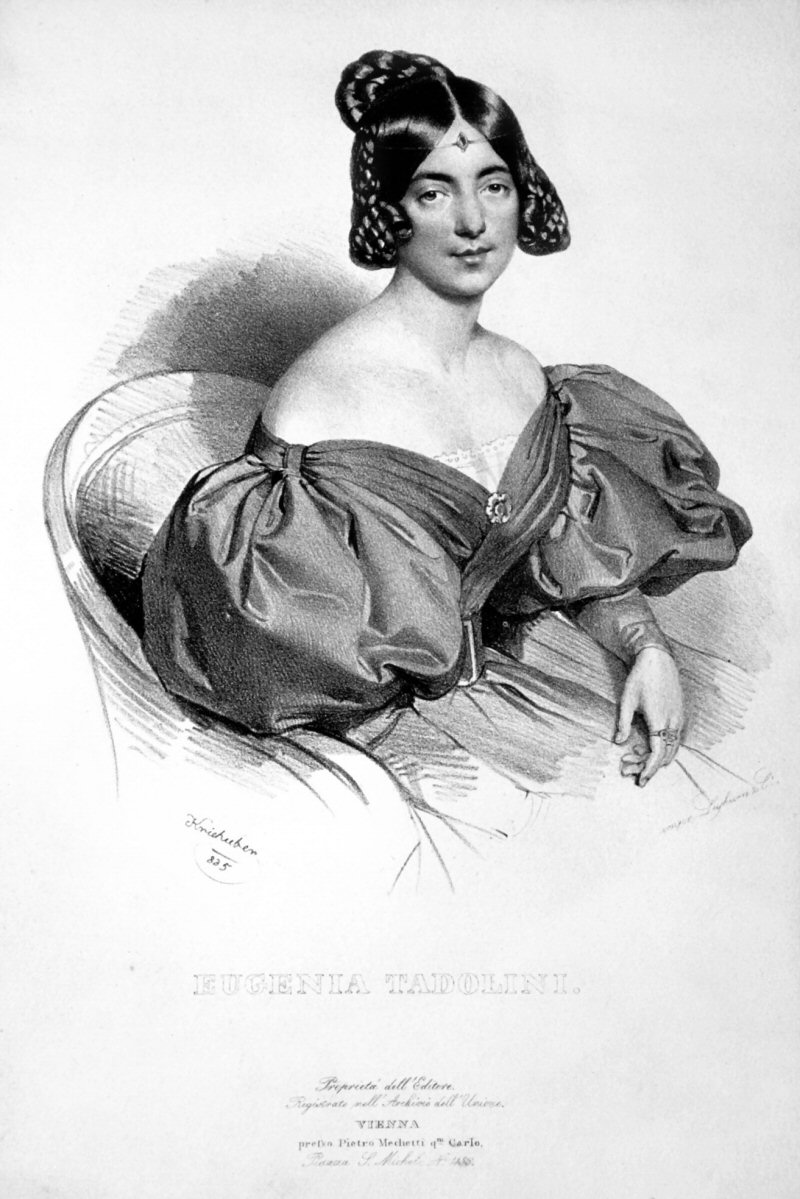
Eugenia Tadolini, Lithographie von Josef Kriehuber, 1835

Eugenia Tadolini, geborene Eugenia Savorani, (* (getauft) 20. Juli 1808 in Forlì; † 11. Juli 1872 in Paris) war eine italienische Opernsängerin (Sopran bzw. Koloratursopran, soprano sfogato).

## Leben
In älteren Quellen wird ihr Geburtsdatum meistens falsch angegeben, nach neueren Forschungen wurde sie am 20. Juli 1808 getauft, als Tochter von Filippo Savorani und Teresa Landini; sie hatte drei Brüder namens Tito, Augusto und Quinto Savorani.
Eugenia genoss eine sorgfältige Gesangsausbildung in Bologna durch Giovanni Tadolini, ihren späteren Ehemann (1789–1872). Am 29. Dezember 1829 gab sie ihr Debüt am Teatro Regio von Parma als Giulietta in Vaccajs Giulietta e Romeo. Am gleichen Theater folgten einige Partien von Rossini: Amenaide in Tancredi und die weibliche Titelrolle in Bianca e Falliero. Von dort ging sie zusammen mit ihrem Mann ans Théâtre-Italien in Paris, wo sie drei Jahre lang neben großen Stars wie Giuditta Pasta, Maria Malibran, dem Tenor Rubini und dem Bass Luigi Lablache auf der Bühne stand und an ihrer künstlerischen Vervollkommnung arbeitete.
Nach der Scheidung von ihrem Gatten (1834) kehrte sie nach Italien zurück, wo sie bis 1850 auf allen ersten Bühnen gefeiert wurde, unter anderem in Mailand, Venedig, Turin, Florenz, Triest und Neapel. Sie war auch ein Publikumsliebling in Wien, wo sie immer wieder zu Gastauftritten weilte. Der österreichische Kaiser ernannte sie zur kaiserlich-österreichischen Kammersängerin.
Am Teatro La Fenice in Venedig sang sie 1834 neben der Pasta und Domenico Donzelli die Adelia (seconda donna) in der Uraufführung von Mercadantes Emma d'Antiochia. Später schrieb Mercadante für die Tadolini auch die Partien der Elvira in Le due illustri rivali (10. März 1838, Venedig) und der Violetta in Il Bravo (9. März 1839, Mailand).
Zu ihren Glanzrollen gehörte auch Bellinis Sonnambula, die sie laut Martinez mit großer Einfühlung sang und im Gegensatz zu den offenbar virtuosistischen Zusatzkoloraturen ihrer zeitgenössischen Kolleginnen auch relativ schlicht und einfach: „…abgesehen von wenigen Veränderungen in der Cavatina, allerfeinsten in der Aria finale und den Zusätzen beim Übergang von einer Melodie in die andere“, suchte die Tadolini „den ganzen Effekt durch ein weiches Kolorit zu erreichen, durch ein legato und allerzartestes smorzando (verlöschen, aushauchen), und dadurch, dass sie genau die Verzierungen ausführte, die der Autor selber bei seiner Melodie im Sinn hatte“.
In ihren Jahren am Teatro San Carlo in Neapel kreierte Tadolini außerdem die Hauptrollen in zwei der erfolgreichen späten Opern von Giovanni Pacini: La fidanzata corsa (10. Dezember 1842) und Stella di Napoli (11. Dezember 1845). Der Komponist sprach später vom "Seltenheitswert…" der Tadolini, "…bezüglich Schönheit und Stärke der Stimme, bezüglich ihrer Gesangsschulung, und da sie unermüdlich ihre eigenen Pflichten einlöst", sie habe in La fidanzata corsa "all meine Wünsche, und jede Erwartung des Publikums übertroffen".

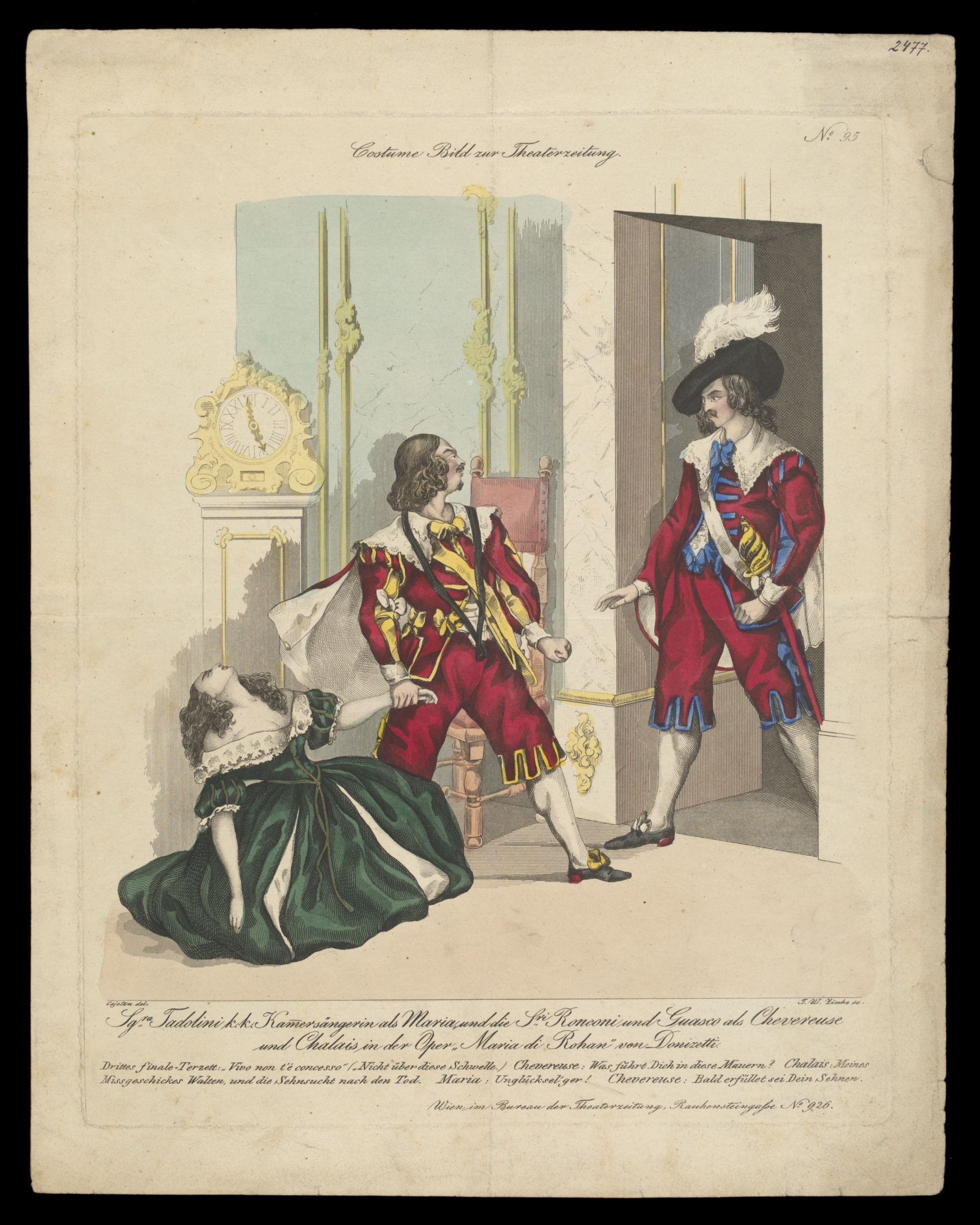
Eugenia Tadolini mit Giorgio Ronconi und Carlo Guasco in Donizettis Maria di Rohan, Wien 1843

Eugenia Tadolini war auch eine gefeierte Interpretin von zahlreichen Opern Gaetano Donizettis, der sie sehr schätzte und über sie sagte: "Sie ist eine Sängerin, sie ist eine Schauspielerin, sie ist Alles".  Er komponierte für sie 1842–43 während ihrer Zeit am Kärntnertortheater in Wien die Titelpartien in Linda di Chamounix und Maria di Rohan. Seine Oper Maria Padilla überarbeitete Donizetti ebenfalls 1842 für die Tadolini und komponierte für sie eine neue Cabaletta finale, die sie in der Premiere in Neapel laut Donizettis eigenen Worten „mit einer Stimme wie eine Kanone“ gesungen haben soll. Tadolini hatte außerdem die weiblichen Hauptrollen in Opern wie Lucia di Lammermoor, L’elisir d’amore, Gemma di Vergy oder Don Pasquale in ihrem Repertoire, sang zu Beginn ihrer Karriere die Rolle der Giovanna Seymour (seconda donna) und später die Titelrolle in Anna Bolena, und war auch die erste Paolina in der posthumen italienischen Premiere von Donizettis Poliuto am 30. November 1848 am Teatro San Carlo in Neapel.
Am 12. August 1845 sang sie die Titelpartie in der Uraufführung von Verdis Alzira. Tadolini sang auch einige andere Verdi-Partien: Elvira in Ernani, Odabella in Attila und Griselda in I Lombardi alla prima crociata. 1847 verweigerte der Komponist ihr jedoch die Rolle der Lady Macbeth in seinem Macbeth. In einem Brief an Salvatore Cammarano schrieb Verdi seine berühmt gewordene Begründung und charakterisierte dabei Stimme und Gesang der Tadolini:

„Du weißt, wie hoch ich Tadolini schätze, und sie selber weiß es; aber ich glaube — im Interesse aller Beteiligten — ist es notwendig einige Beobachtungen zu machen: Tadolinis Qualitäten sind viel zu gut für diese Rolle! Das mag Dir absurd erscheinen!! … Tadolini hat eine schöne und attraktive Erscheinung; und ich möchte, dass Lady Macbeth hässlich und böse ist. Tadolini singt mit Vollkommenheit; und ich möchte, dass Lady Macbeth gar nicht singt. Tadolini hat eine wundervolle Stimme, klar, biegsam, stark; aber ich möchte, dass Lady Macbeth eine harsche, erstickte und hohle Stimme hat. Tadolinis Stimme hat etwas engelhaftes; aber ich stelle mir die Stimme der Lady diabolisch vor.“

Eugenia Tadolini beendete ihre Opernlaufbahn mit 43 Jahren (1852) und lebte zunächst in Neapel. Ihr einziger Sohn aus einer Beziehung mit einem adligen Liebhaber starb zu ihrem großen Leidwesen in der Cholera-Epidemie von 1855–56 (auch ein erstes Kind hatte nicht überlebt). Als Garibaldi und seine Truppen in die Stadt einzogen, flüchtete sie mit ihrem Geliebten, einem jüngeren neapolitanischen Fürsten, nach Paris, wo sie sich ausnehmend wohl fühlte. Sie wohnte anfangs an den Champs-Élysées und zog später in eine preiswertere Wohnung an der Rue du Faubourg Saint-Honoré um. Im Juli 1872 erkrankte sie an Typhus und wollte zunächst keinen Arzt sehen, weil es sie an den Tod ihrer Kinder erinnerte. Sie starb am 11. Juli 1872 mit 63 Jahren und wurde auf dem Friedhof Père-Lachaise begraben.

## Stimme und Umfang
Auf dem Höhepunkt ihrer Karriere, im Jahr 1841 in Paris, wurde die Stimme der Tadolini wie folgt beschrieben:

„Die Tadolini besitzt eine der schönsten Stimmen, die man hören kann. Der Umfang ist immens; er beträgt mehr als zweieinhalb Oktaven, vom tiefen g bis zum hohen d’’’, und in Passagen sogar bis e’’’. Die tiefen Noten sind von einer Fülle wie bei einem Alt, und die hohen Noten sind glänzend und rein. Als Ganzes ist diese Stimme von schöner Kraft; aber was sie von anderen Organen ihrer Art unterscheidet, ist ihre wundervolle Agilität. Nach einer ziemlich weit verbreiteten Meinung gewisser Personen ist die Klangfülle einer Stimme unvereinbar mit der Gabe der Vokalisation; die Tadolini ist eines von zahlreichen Beispielen für die Falschheit dieser Annahme, denn ihre Stimme ist kraftvoll und ihre Beweglichkeit ganz wunderbar.“